# Brandon Pettigrew
Brandon Dennard Pettigrew (* 23. Februar 1985 in Tyler, Texas) ist ein US-amerikanischer American-Football-Spieler auf der Position des Tight Ends. Er spielte für die Detroit Lions in der National Football League (NFL).

## College
Pettigrew spielte für die Oklahoma State University bei den Oklahoma State Cowboys. Er ging 2009 in die Draft, galt dort als der beste Tight End und er wurde von den Experten als Erstrundenpick gehandelt. In seiner Senior Saison fing Pettigrew 42 Bälle für 472 Yards. Er erzielte allerdings in der Saison keinen Touchdown.

## NFL
Pettigrew wurde von den Detroit Lions in der ersten Runde der NFL Draft an 20. Stelle ausgewählt. Er sollte den im gleichen Jahr gedrafteten Quarterback Matthew Stafford beim Passspiel unterstützen und das Spiel der Offense mit ankurbeln. Am 22. November beim Spiel gegen die Cleveland Browns fing Pettigrew den entscheidenden Touchdown zum Sieg bei abgelaufener Uhr und im letzten Spielzug. Am 26. November beim traditionellen Thanksgiving Spiel gegen die Green Bay Packers verletzte sich Pettigrew schwer am Knie und wurde am 1. Dezember auf die Injured Reserve List gesetzt und fiel somit den Rest der Saison aus. Pettigrew startete in allen elf Spielen vor seiner Verletzung und zeigte in einem vollkommen neu strukturierten Team der Lions gute Leistungen. Er ist sowohl ein sicherer Ballfänger und kann viele Yards erlaufen, aber auch als Blocker bei Laufspielzügen macht Pettigrew entscheidende Blocks. Pettigrew zeichnet sich durch gute körperliche Physis aus und ist trotz seiner 120 Kilogramm ein schneller Läufer. Er wurde am 12. Dezember 2016 von den Detroit Lions entlassen.